# Glenton Wolffe
Glenton Wolffe (30 dicembre 1981) è un ex calciatore trinidadiano, di ruolo difensore.

## Carriera

### Club
Dal 2004 al 2007 ha giocato nel campionato trinidadiano con il North East Stars, mentre nel 2006 ha militato nel San Juan Jabloteh.

### Nazionale
Con la nazionale trinidadiana ha preso parte ad una partita della Gold Cup 2007.